# Muzeum Saturn w Czeladzi
Muzeum Saturn w Czeladzi (w organizacji) – muzeum mające siedzibę w Czeladzi. Placówka jest miejską jednostką organizacyjną.
Muzeum powstało na mocy uchwały Rady Miasta Czeladzi z października 2008 roku. Jest kontynuatorem powstałej w 2003 roku Czeladzkiej Izby Tradycji. Jego siedzibą jest tzw. Pałacyk pod Filarami - dawna willa dyrektora kopalni „Saturn”.
Aktualnie placówka nie posiada stałej ekspozycji. Działalność wystawienniczą opiera na wystawach czasowych, poświęconych przede wszystkim historii Czeladzi oraz Zagłębia Dąbrowskiego. Ponadto prowadzi działalność edukacyjną oraz wydawniczą (Oficyna Saturnowska).